# Östergötlands lagsaga
Östergötlands lagsaga (även kallad Östgöta lagsaga) var en lagsaga som omfattade de områden som ingår i dagens landskap Östergötland samt områden som ligger i norra och östra Småland (i stort sett hela nuvarande Kalmar län med  de små landen (folklanden) Tjust, Sevede, Handbörd, Aspeland och Möre samt  Tveta, Vista och Vedbo i nuvarande Jönköpings län).. Tingsplats var Liunga ting (Linköping) och den ursprungliga lagen som användes var Östgötalagen. 
Lagsagan kan följas till första hälften av 1200-talet. 1559 utbröts de delar som idag räknas till Småland till Smålands lagsaga. Sundbo härad överfördes 1570 till denna lagsaga från Närkes lagsaga för att 1639 återföras dit. 1678 utbröts ur lagsagan Aska, Dals, Lysings och Göstrings härader och bildade Vadstena län som ingick i Hedvig Eleonoras livgeding, vilken sedan 1719 återgick men återigen ut för att bilda egen lagsaga 1733 för att åter återgå 1739. I perioden 1718–1719 var lagsagan (utan Vadstenadelen) uppdelad i två: Linköpings och Norrköpings (läns) lagsaga.
Lagsagan avskaffades med övriga lagsagor 31 december 1849.

## Lagmän
- (Magnus minnesköld omkring 1200 enligt tradition[3])
- 1244: Lars Petersson (snedbjälke med kors)
- 1247–1263: Magnus Bengtsson (Bjälboätten)
- 1269–1294: Bengt Magnusson (Folkungaättens lagmansgren)
- (Magnus Bengtsson  1289–1291, 1293- Enligt Ericus Olai tillfälligt insatt som lagman i Östergötland 1289–1291 då fadern drog på pilgrimsfärd.)
- 1305–1306: Svantepolk Knutsson
- 1310–1316: Knut Jonsson (Aspenäsätten)
- 1318–1320: Bo Nilsson (Natt och Dag)
- 1330–1345: Knut Jonsson (Aspenäsätten)
- 1347–1363: Magnus Knutsson (Aspenäsätten)
- 1364: Nils Jonsson (Rickebyätten)
- 1366: Magnus Knutsson (Aspenäsätten)
- 1366–1386: Bo Jonsson (Grip)
- 1389–1391: Ulf Jonsson (Aspenäsätten)
- 1392–1417: Ivar Nilsson (Ivar Nilssons ätt)[4]
- 1422–1425: Gert Jonsson (stjärna)
- 1429–1438: Olof Ragvaldsson (Lindöätten)
- 1441–1448: Ragvald Puke
- 1451–1467: Eric Nipertz
- 1471–1497: Arvid Birgersson Trolle
- 1499–1522: Nils Bosson (Grip)
- 1523–1525: Henrik Erlandsson (Bååt)
- 1525–1541: Holger Karlsson (Gera)
- 1543–1555: Måns Johansson (Natt och Dag)
- 1557–1560: Jakob Turesson (Rosengren)
- 1560-?: Karl Holgersson (Gera)
- 1569–1588: Jöran Holgersson (Gera)
- 1588–1597: Axel Bielke
- 1604–1610: Nils Turesson Bielke
- 1611–1627: Lindorm Ribbing
- 1627–1644: Peder Gustafsson Banér
- 1644–1661: Lars Kagg
- 1661–1667: Gustaf Bonde
- 1667–1679: Gustaf Soop
- 1679–1682: Ebbe Ulfeldt
- 1682–1686: Nils Gripenhielm
- 1686–1711: Sven Ribbing
- 1711–1716: Germund Cederhielm den yngre
- 1716–1718: Elias Salin
- 1718–1720: Ernst Johan Creutz den yngre
- 1719–1720: Magnus Kijl
- 1721–1739: Daniel Sparrsköld
- 1739–1741: Vilhelm Mauritz von Post
- 1741–1742: Carl Gustaf Wennerstedt
- 1743–1747: Sven Ridderstråle
- 1747–1758: Isak Sahlmoon
- 1758–1775: Fredrik Ulrik Reenstierna
- 1775–1794: Johan Adolf Spaldencreutz
- 1795–1817: Casten von Otter
- 1827–1834: Carl Fredrik Hummelhielm
- 1837–1849: Adolf Tauvon

### Underlagmän
- 1304—1310: Valdemar [Magnusson] (växt)
- 1313: Magnus Valdemarsson (stolpe)
- 1318: Ragvald och Hultho
- 1338: Birger
- 1353—1355: Lars Ingemundsson
- 1360: Magnus i Jeppestad (hästhuvud)
- 1360—1361: Peter Arnstensson (stolpe)
- 1364—1380: Johan Upplänning,
- 1381—1401: Peder Tomasson (tre rosor)
- 1471—1489: Lydeke Olofsson (Lydikasönernas ätt)
- 1629—1633: Henrik Isaksson i Tistorp (Aska härad)
- 1636–1653: Peder Larsson i Solberga (Vifolka härad)
- 1655–1659: Nils Jonsson i Norrköping
- 1663–1679: Lars Franc
- 1680: Christoffer Mellin